# El hijo (película argentina de 2019)
El hijo es una película argentina de 2019 dirigida por Sebastián Schindel luego del éxito de la multipremiada El patrón: radiografía de un crimen estrenada en 2015. La cinta está protagonizada por Joaquín Furriel, actor que repite también luego de la mencionada obra antecesora de Schindel. La película está basada en el cuento "Una madre protectora" de Guillermo Martínez.

## Reparto
- Joaquín Furriel como Lorenzo.
- Martina Gusman como Julieta.
- Luciano Cáceres como Renato.
- Heidi Toini como Sigrid.
- Regina Lamm como Gudrun.
- Rubén Szuchmacher como abogado de Sigrid.

## Sinopsis
Un pintor de 50 años llamado Lorenzo decide reconstruir su vida luego de tiempos difíciles vividos. Ansioso por el hijo que tendrá con su nueva mujer, durante el embarazo, ella empieza a tener cierto comportamiento obsesivo y malicioso, que torna tensa la relación entre ambos. Con el nacimiento del bebé, la relación alcanza nuevos niveles de peligrosa hostilidad y ciertos comportamientos insalubres que hacen de la pareja una situación extremadamente inestable, de la que podría no haber retorno.